# Apatura obscurior
Apatura obscurior är en fjärilsart som beskrevs av Le Moult 1947. Apatura obscurior ingår i släktet Apatura och familjen praktfjärilar. Inga underarter finns listade i Catalogue of Life.